# Маматовка
Маматовка — река в России, протекает по Прилузскому району Республики Коми и Нагорскому району Кировской области. Устье реки находится в 83 км от устья реки Фёдоровки по правому берегу. Длина реки составляет 19 км. В 5,2 км от устья принимает слева реку Северная Маматовка, до её устья также называется Южная Маматовка.

## Течение
Река берёт начало на Северных Увалах близ границы Республики Коми и Кировской области в 13 км к северо-востоку от села Черёмуховка. Исток лежит на водоразделе Летки и Кобры, рядом с истоком Маматовки находится исток рек Глушица и Большой Орсас, притоков Летки. Река течёт на северо-восток по ненаселённому лесному массиву, верхнее течение лежит в Республике Коми, нижнее — в Кировской области. Впадает в Фёдоровку в урочище Тиминцы в 12 км к северо-западу от посёлка Бажелка (центр Метелевского сельского поселения).

## Притоки
(указано расстояние от устья)
- 4,4 км: ручей Юшков (пр)
- 5,2 км: река Северная Маматовка (лв)

## Данные водного реестра
По данным государственного водного реестра России относится к Камскому бассейновому округу, водохозяйственный участок реки — Вятка от истока до города Киров, без реки Чепца, речной подбассейн реки — Вятка. Речной бассейн реки — Кама.
Код объекта в государственном водном реестре — 10010300212111100031105.